# Leonardo Rojas Sánchez
Leonardo Rojas Sánchez (Celendín, Cajamarca, 6 de noviembre de 1946) es un ingeniero zootecnista y político peruano. Fue alcalde provincia de Chachapoyas durante los periodos de 1996 al 2002.

## Biografía
Nació en Celendín, departamento de Cajamarca, Perú, el 6 de noviembre de 1946. Cursó sus estudios superiores de zootecnia en la Universidad Nacional Agraria La Molina en la ciudad de Lima titulándose en 1976.

## Vida Política
Fue fundador del movimiento regional "Integración 6 de junio" y con él desde 1993 tentó un total de cinco veces la alcaldía provincial de Chachapoyas en las elecciones de ese año y las de 1995, 1998, 2006 y 2010. Fue elegido en las elecciones de 1995 y reelegido para el cargo en las de 1998 ocupando la alcaldía provincial entre 1996 y 2002. Asimismo, postuló en las elecciones regionales del 2002 para la presidencia regional de Amazonas y en las elecciones regionales del 2018 como candidato a vicegobernador regional. En ninguna de estas dos últimas obtuvo la representación.